# 1990년 성전산 폭동
1990년 성전산 폭동(1990 Temple Mount riots), 알아크사 학살(Al Aqsa Massacre), 검은 월요일은 제1차 인티파다 3년 차인 1990년 10월 8일 월요일 오전 10시 30분, 예루살렘 성전산에서 주르 기도 (네 번째 살라트) 전에 일어난 사건이다. 성전산 신앙 운동이 성전의 주춧돌을 놓겠다고 발표하자, 대규모 폭동이 발생하였으며, 이스라엘 보안군과의 충돌에서 팔레스타인인 17명이 사망하였고 150명 이상이 부상당했으며, 이스라엘인도 20인 이상 부상을 입었다. 유엔 안전 보장 이사회 결의안 제672호에서는 이스라엘 보안군의 폭력 행위를 비난하였으며, 결의안 제673호에서는 조사를 위해 이스라엘이 유엔 사무총장의 입국을 허가할 것을 요구하였다.

## 배경
유대교에서 성전산은 제1성전과 제2성전이 있는, 지구에서 가장 성스러운 장소로 여겨지며, 세상의 시작과 끝이라는 믿음의 장소이기도 하다. 이슬람교 또한 성전산을 성스러운 장소로 보아 유대인들의 장악을 염려하고 있어, 잦은 충돌이 빚어지고 있다.
1989년 초막절 행사 도중 성전산 신앙 운동이 처음으로 성전의 주춧돌을 들고 행진을 시도하였다. 비록 경찰에 가로막혔지만, 이슬람교 측에서 밑의 통곡의 벽에 있는 유대인들에게 돌을 던지는 폭력 행위를 불러일으켰다.
1990년 이슬람교 와크프는 유대교인들의 침범을 막기 위해 성전산의 빈 용지에 연단과 정원을 조성했다. 성전산 신앙 운동은 이스라엘 법원에 유물법을 근거로 유적이 훼손되지 않게 해 달라고 요청하였다.
1989년의 폭력 사태로 인해 경찰은 1990년 초막절 행사에 엄격한 규제를 적용하고, 성전산 신앙 운동은 산 근처로의 접근을 불허한다고 매체를 통해 발표하였다. 성전산 신앙 운동은 관계없이 산으로 행진해 초막을 설치하겠다고 밝혔으며, 이슬람교 측에서는 몸으로 행진을 막으라고 신자들에게 요청하였으며, 10월 7일에는 근방의 아랍인 마을에 복면을 쓴 사람이 집집마다 참여를 요구하기도 하였다. 팔레스타인 매체와 하마스는 이 문제를 공론화하였다..

## 사건
앤서니 루이스는 사건에 대해 다음과 같이 언급하였다.
팔레스타인인들이 밑 통곡의 벽에 있는, 종교적 휴일에 기도하는 유대인들에게 돌을 던지기 시작했다. 당시 현장에 유일한 치안 유지군이었던 이스라엘 국경 경찰 40명은 팔레스타인인들에게 실탄을 사용했다. 팔레스타인인 최소 21명이 사망하였으며, 이스라엘 측의 사망자는 없었다. 이스라엘 정부는 팔레스타인인들이 돌을 직접 가지고 올라와서 정치적 충돌 촉발의 일환으로 사건을 일으켰다고 주장한다. 성전산은 대부분 포장된 평지로, 돌이 거의 없다. 하지만 이번에는 공사로 인해 어느 정도 재료가 제공되었다. 하아레츠 신문의 국방 특파원 지브 슈리프는 근처 실완 마을의 모스크에서 확성기로 유대교 극단주의자들이 왔다고 방송한 후에야 돌을 던지기 시작했다고 말했다. 극단주의자들은 성전산 신앙 운동에서 왔으며, 알아크사 모스크가 있는 곳에 솔로몬의 성전을 재건축하자고 주장하고 있다.
이스라엘의 "1990년 10월 8일 성전산 사건 조사 위원회 보고서"에서는 다음과 같이 언급되어 있다.

이슬람교 와크프는 이스라엘 법원이 제3성전의 주춧돌을 놓겠다는 성전산 신앙 운동의 주장을 기각했다는 것을 알고 있었으며, 당일 아침 대중들을 진정시키라는 이스라엘 경찰의 요청에 응답하지 않았다. 이는 경찰이 와크프에게 비록 법적으로는 허용되지만 성전산 신앙 운동 등 모든 사람의 성전산 출입을 금지한다고 알린 이후였다.

사건은 확성기를 통해 "알라후 아크바르", "아하드→성전", "이트바흐 알야후드→유대인을 죽여라" 등 폭력적이고 위협적인 방송이 나오며 시작되었다. 방송 직후 엄청난 양의 돌, 건축 자재, 강철 물체들이 당시 그 장소에 있던 이스라엘 경찰들에게 던져졌다. 당시 군중 중 다수는 돌을 매우 가까운 거리에서 던졌으며, 일부는 칼을 휘둘렀다. 이러한 폭동자들의 행위는 경찰관과, 통곡의 벽에서 기도하던 수천 명의 유대인에 더해, 자신들의 목숨에까지 위협을 끼쳤다. 이는 확성기를 통해 사건을 조장한 설교자들의 심각한 범죄 행위며, 안타까운 일련의 사건을 일으켰다. [...] 경찰관 19명과 통곡의 벽에서 기도하던 9명이 다쳤다. 경찰의 통계에 따르면, 성전산에서 20명이 사망하였고 52명이 상해를 입었다.

## 반응

### 국제적 반응
10월 10일, 미국은 당시 유엔 사무총장이던 하비에르 페레스 데 케야르의 주도로, 사건의 경위를 조사해 안전 보장 이사회로 보고하라는 결의안을 제안했으며, 이는 당시 기준으로 미국 주도로 이스라엘에 가한 가장 큰 제제였다. 1990년 10월 12일 유엔 안전 보장 이사회는 성전산에서의 사건에 대해 유엔 안전 보장 이사회 결의안 제672호를 발표하였으며, 이스라엘 경찰의 폭력 행위 비판과 유엔 사무총장의 조사를 요청하는 내용이 담겨 있다.
이스라엘은 통곡의 벽에서 기도하던 사람들에게 가해진 공격을 고려하지 않았다며 결의안을 거부하였다. 10월 24일, 유엔 안전 보장 이사회는 유엔의 조사를 거부한 것을 비판하는 내용의 결의안 제673호를 발표하였다.
이스라엘의 동의를 받지 못하자, 유엔 사무총장 하비에르 페레스 데 케야르는 10월 31일 보고서를 발표하였다.
이에 따라 사무총장은 최근 예루살렘에서 있었던 사건과, 서안 지구 및 가자 지구에서의 비슷한 사건 발생의 주변 상황에 대한 독립적인 정보를 확보하지 못하였다. 하지만 1990년 10월 8일 알하람 알샤리프 및 예루살렘의 다른 성지에서 발생한 충돌에 대한 대략적인 전개는 국제적 언론을 통해 파악할 수 있었다. 보도에 따르면, 변동은 있지만, 팔레스타인인 17명~21명이 사망하였고 150명 이상이 이스라엘 보안군에 의해 상해를 입었으며, 이스라엘 민간인 및 경찰 20명 이상이 팔레스타인인에 의해 부상을 입었다. 무엇이 충돌을 유발하였는지에 대해서는 서로 반대되는 의견이 있지만, 국제 적십자 위원회 인물 등 사건의 관찰자는 팔레스타인 민간인을 향해 실탄이 사용되었다고 증언하고 있다. 이와 관련하여 다수의 취조가 이루어졌다는 점 또한 주목을 끌고 있다. 위 3번, 4번, 7번 그림에서 묘사된, (이스라엘의) 조사 위원회에서의 결과와 별개로, 여러 이스라엘 및 팔레스타인 인권 단체들이 자체적인 조사를 진행하였다. 이 중 비티살렘과 알하라크는 조사 결과와 관련하여 각각 10월 14일과 10월 28일에 사무총장과 연락하였으며, 이 보고서의 추가 사항으로서 기제되어 있다.
보고서의 발표에 따라, 12월 20일 발표된 결의안 제681호에서는 이스라엘에 점령 영토에서 제4 제네바 협약을 적용할 것을 촉구하였다.
휴먼 라이츠 워치는 1990년 세계 보고서에서 이스라엘의 보고서를 ''실탄의 무제한 사용'을 스쳐가듯 언급'하였다는 점에서, 중요한 문제를 별 것 아닌 듯 치부하였다는 점에서 비판하였다.

### 이스라엘의 반응
이스라엘 정부는 팔레스타인인들이 돌을 가지고 와서 정치적 분쟁을 일으킨 것이라고 주장하였다. 성전산은 주로 평지로, 통상 굴러다니는 돌이 별로 없지만, 사건 당시에는 인근 공사 현장에서 돌을 얻을 수 있었다.
이스라엘은 통곡의 벽에서 기도하던 유대인들이 공격받은 것에 대한 고려가 없다며, 유엔 결의안 수용을 거부하였고, 내정 간섭이라며 비판하였다. 결의안 제673호의 촉구에도 불구하고, 이스라엘은 사무총장의 입국을 거부하였다.
10월 26일, 이스라엘은 보고서를 통해 이스라엘 경찰은 신중하게 행동하였으며, 성전산 경찰관들의 생명의 위협이 가해진 점 또한 언급하였다. 이 보고서에는 상황을 정확하게 가늠하지 않은 점과, 진압을 위한 병력을 준비하지 않았다는 점을 들어 경찰을 비판하는 내용도 실렸다.

### 팔레스타인의 반응
팔레스타인은 경찰의 주장과 반대로, 경찰의 사격이 이루어진 후 돌을 던졌다고 주장하였다. 이슬람 고등 평의회는 10월 28일 보고서를 작성하여 유엔에 제출하였다. 보고서에는 무슬림들이 실탄과 최루탄으로 공격받은 이후에 군인들로부터 자신들을 보호하기 위해 돌을 던지기 시작했으며, 다른 종교의 성지와 순례자들을 공격하는 것은 이루어지지도 않았으며 자신들의 종교 이념에 반하는 것이라는 내용이 실렸다.

## 같이 보기
- 아랍-이스라엘 분쟁
- 이스라엘-팔레스타인 분쟁
- 제1차 인티파다

## 참고 문헌
- Report (1991). “The Haram Al-Sharif (Temple Mount) Killings”. 《Journal of Palestine Studies》 20 (2): 134–159. doi:10.1080/07329113.2017.1388100. JSTOR 2537210. S2CID 220316137. 2020년 11월 6일에 확인함.